# Pro Bowl 1971
Match précédent Match suivant
Le AFC-NFC Pro Bowl 1971 est le Match des étoiles de football américain de la National Football League pour la saison 1970. Il se joue au Los Angeles Memorial Coliseum le 24 janvier 1971 entre les meilleurs joueurs des deux conférences de la NFL, la National Football Conference et l'American Football Conference. La rencontre est remportée sur le score de 27 à 6 par l'équipe représentant la National Football Conference.